# Ett hemligt giftermål eller Bekännelsen på dödsbädden
Ett hemligt giftermål eller Bekännelsen på dödsbädden (en suec Un matrimoni secret o la confessió al llit de mort) és una pel·lícula muda sueca de 1912 dirigida per Victor Sjöström. Va ser la pel·lícula de debut com a director de Sjöström.

## Argument
Georg, fill d'un coronel ric, està casat en secret amb la pobra Helena, amb qui té un fill de tres anys. Tot i que està content amb el seu matrimoni, l'amaga a la resta de la seva família, per por que reaccionin malament davant l'estatus d'Helena. Un dia, Georg competeix en un cursa de cavalls i està a punt de guanyar, però xoca amb l'obstacle final i queda ferit de mort. En el seu llit de mort, revela el seu matrimoni al seu pare, que promet cuidar-los després de la mort de Georg.
Quatre anys després, l'Helena i el seu fill s'han instal·lat a casa del coronel. Tanmateix, el cunyat de Georg intenta expulsar-los, considerant-los una vergonya per a la reputació de la família i no volent compartir l'herència eventual del coronel. Helena finalment accepta i marxa amb el seu fill; posteriorment s'enfronten a dificultats econòmiques i Helena accepta l'oferta del coronel d'adoptar el seu fill. Ella lluita per fer front a la soledat resultant i segresta el seu fill un dia quan surt amb la seva mainadera. Durant la recerca, ella intenta ofegar-se i el seu fill, però són rescatats. Helena és acusada d'homicidi en temptativa i condemnada a presó.
Després d'haver passat 14 anys més, el fill de Georg i Helena celebra el seu 21è aniversari amb la seva família; estan orgullosos que s'hagi convertit en coronel com el seu avi. Només té records vagues de la seva mare, que acaba de sortir de la presó. Té dificultats per trobar feina com a treballadora domèstica i és expulsada per la policia quan intenta estirar-se en un banc del parc. Esgotada, perd el coneixement i s'ensorra, i els escolars la burlen. El seu fill, que passa per allà, veu l'incident i porta l'Helena a casa seva, sense saber que és la seva mare. Un cop arriben a casa, s'identifica com la seva mare i es reconcilien amb alegria, prometent no tornar-se a separar mai més.

## Repartiment
- Hilda Borgström - Helena
- Einar Fröberg - pare de Georg
- Anna Norrie - Mare de Georg
- Richard Lund - Georg
- Bergliot Husberg - germana de Georg
- John Ekman - Cunyat de Georg
- Greta Almroth - Mainadera
- Victor Arfvidson
- Erland Colliander
- Eric Lindholm[2]

## Producció i estrena
Es va rodar durant el juliol i l'agost de 1912 a la seu de Svenska Bio a Lidingö, sota el títol provisional En moder (Una mare). Les escenes de cursa d'obstacles es van filmar a Gärdet, Estocolm. La pel·lícula es va estrenar al teatre Cosmorama de Göteborg el 14 d'octubre de 1912. Va ser la pel·lícula de debut com a director de Victor Sjöström; encara que Trädgårdsmästaren es va rodar a principis d'aquell estiu, va ser censurada i no es va projectar públicament a Suècia fins al 1980. També va significar el debut co ma actors de Greta Almroth i Richard Lund, ambdós protagonitzaren més tard moltes més pel·lícules de Svenska Bio. L'estrena d'Estocolm va tenir lloc al teatre Röda Kvarn el 25 de novembre de 1912; hi era acompanyada per música arranjada per Gustav Erbs i interpretada per l'orquestra Röda Kvarn, amb Erbs com a director. L'estrena danesa de la pel·lícula va tenir lloc un any més tard, el 30 de desembre de 1913, al Victoria Theatre de Copenhaguen.

## Recepció
La pel·lícula va rebre crítiques diverses de la crítica. Una crítica a Social-Demokraten va elogiar l'actuació de Borgström com a "extraordinària i apassionant", amb l'excepció de l'escena en què Helena és rescatada del llac. Una ressenya a Dagens Nyheter no hi estava d'acord, i va descriure l'actuació de Borgström a l'escena del llac com una "intensitat aclaparadora". Nya Dagligt Allehanda va criticar el guió com a mal construït o banal, mentre que Sydsvenskan va escriure de manera més positiva, considerant-lo un exemple de cinema suec d'alta qualitat.